# Alma Holsteinson
Alma Helena Holsteinson, född 30 januari 1859 i Norberg, Västmanlands län, död 24 januari 1934, var en svensk porträttmålare och pastellist.
Hon var elev vid Fria konsternas akademi 1878–1884 och blev ledamot av Svenska konstnärernas förening 1898. Holsteinson finns representerad vid bland annat Nationalmuseum i Stockholm och Kalmar läns museum.

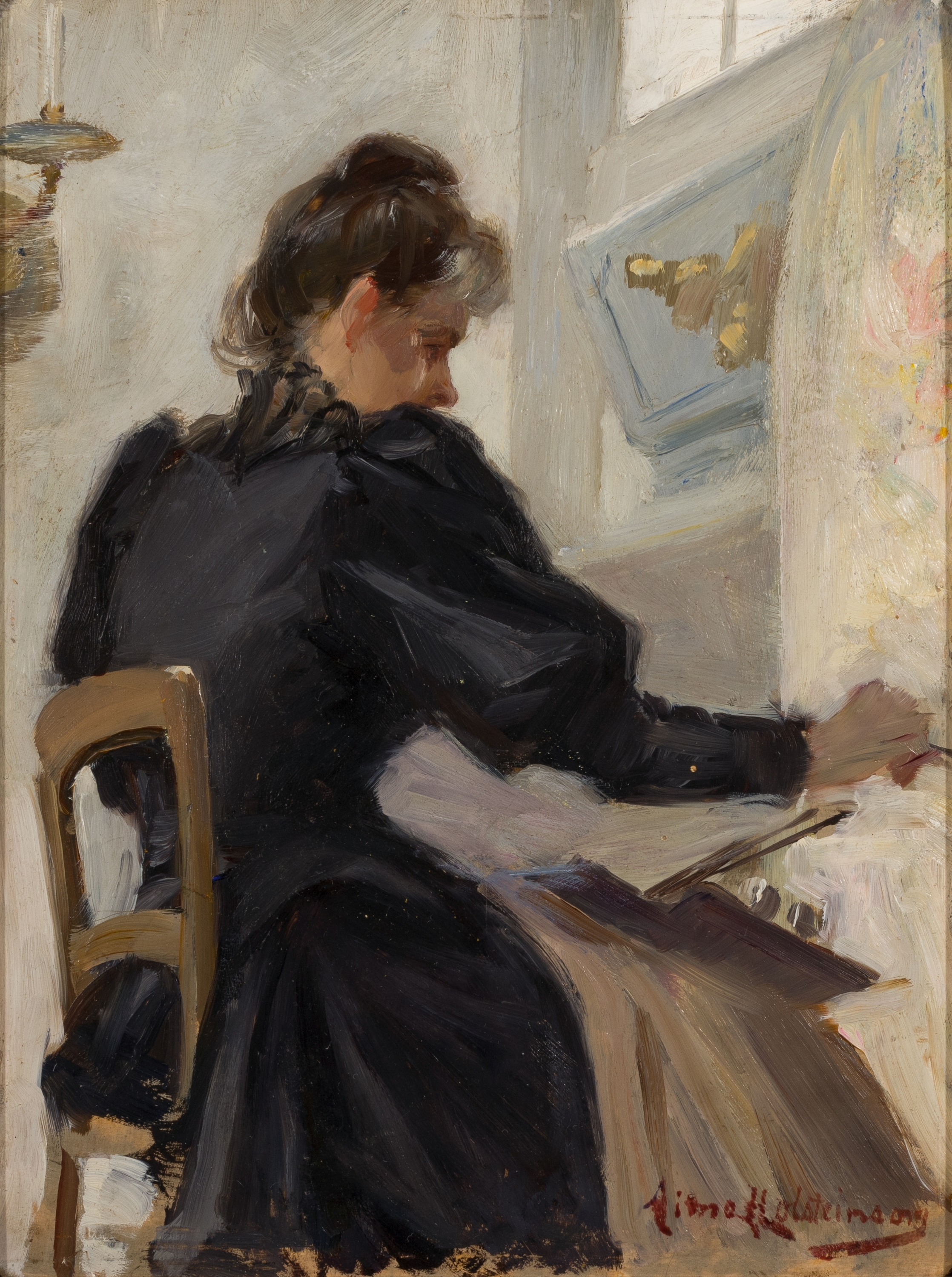
Målarinna i en kyrka, 1886–1887. Östergötlands museum.